# Майфет, Григорий Иосифович
Григорий Иосифович Майфет (1 августа 1903 Ромны, Сумская область Российская империя — 13 сентября 1975) — советский писатель, литературовед, переводчик, в частности исследовал проблемы переводоведения.

## Биография
Родился в семье священника Иосифа Майфета. Учился в Полтавской духовной семинарии. С 1921 года обучался в Полтавском институте народного образования (ИНО), который окончил в 1924 году. После работал в школе, а с 1926 года заочно учился в аспирантуре Института им. Тараса Шевченко в Харькове. Защитил кандидатскую диссертацию по специальности западноевропейских литератур. В 1931—1934 годах преподавал в Полтавском институте социального воспитания (с 1933 года — Полтавский педагогический институт) и музтехникуме.
Свободно владел английским, французским, немецким, итальянским и испанским языками.
С 1925 по 1934 годы написал более ста литературно-критических работ по украинской и зарубежной литературе. Его перу принадлежит одна из первых обобщающих монографий о Павле Тычине «Материалы к характеристике творчества П. Тычины» (1926). Наибольший авторитет молодому исследователю принесла работа «Природа новеллы» в двух томах (1928 и 1929 годы). Здесь Майфет проявил себя серьёзным теоретиком, его монография не утратила своего исторического значения и сегодня.
5 декабря 1934 Полтавским отделением НКВД было выписан ордер № 3 на арест писателя. Обвинение: «Принимал активное участие в организованной контрреволюционной деятельности». Знакомство с Николаем Хвылевым, дружба с Сергеем Пилипенко, который в то время уже был арестован, — именно за эти «грехи» Григорий Майфет стал фигурантом дела «боротьбистов», попав в разряд контрреволюционеров, и в числе группы ведущих украинских писателей предстал 27-28 марта 1935 года в Киеве перед выездной Военной коллегией Верховного Суда СССР. Приговор — 10 лет концлагерей. Сначала, до 1939 года, наказание отбывал в районе Медвежьегорска на Белом море, потом был этапирован в лагеря Воркуты. 
С 1946 года по предписанию властей поселился в поселке Канин (Канин-Нос) на реке Печоре, устроился на работу нормировщиком строительной конторы речного пароходства. Но уже 25 декабря 1950 года управления МГБ Печорской железной приняло постановление о новом аресте писателя. При обыске у него изъято 1 377 страниц записей в блокнотах и тетрадях, 150 книг личной библиотеки (преимущественно мировая классика). Обвинения были стереотипны: в 30-х годах находился «в террористической организации украинских национал-боротьбистов». На допросе Майфет, объясняя ситуацию, сказал: «Хочу заметить, о существовании подобной организации я узнал в процессе расследования дела всей группы семнадцати». Следствие выдвинуло новое обвинение: уже в ссылке «распространял антисоветские взгляды и, в частности, восхвалял немецкий фашизм». Хотя виновным себя Майфет не признал, Особое совещание при МГБ СССР всё же постановило: писатель отправится в ссылку на поселение в Коми (г. Сыктывкар) под надзор органов Государственной безопасности. 
Данных о пересмотре дела и реабилитации Майфета в архивах КГБ УССР нет. Известно, что 1955 году он вернулся в Полтаву. Однако местные власти оказывали ему препятствия в предоставлении работы по специальности и жилья. Считая это проявлением сталинизма, Майфет вернулся на место ссылки на Печоре и жил там до своих последних дней. Был восстановлен в СПУ в 1965 году. Однако разочарование в справедливости и материальные трудности довели его до отчаяния. 13 сентября 1975 года Григорий Майфет покончил жизнь самоубийством.

## Архивные материалы
В 1991 году рассекречен архивный фонд № 26 Центрального государственного архива-музея литературы и искусства Украины, в котором хранятся 46 дел за 1923—1972 годы относительно Г. Майфета: творческие материалы — «Поездка в Россию», «Дорожное приключение», «Трио Чайковского», «Шуберт» (элегия),  новеллы «Призраки», «Сердце поэта»; перевод произведения Р. М. Рильке из цикла «Истории о милом Боге»; конспекты лекций; отзывы на произведения разных авторов, материалы подготовительного характера, собранные для работы, выписки, черновики; картотека режиссёров и сценаристов; письма от И. Бэлзы, В. Гжицкого, А. Дейча, М. Кенигсберга, Г. Кочура, К. Крыжановского, К. Редько, П. Ротача, Г. Серебрякова, К. Трофимова, А. Черкашина, К. Чуковского и других лиц; газеты, газетные вырезки, альбомы, афиши, фотографии; справки, удостоверения.

## Труды
- «Материалы к характеристике творчества П. Тычины» (1926)
- «Природа новеллы» (1928—1929)
- «Из студий над поэтическими вариантами» (1931)